# Gabrijel Smičiklas
Gabrijel Smičiklas (* 24. März 1783 in Sošice; † 14. März 1856 in Križevci, Kaisertum Österreich, heute Kroatien) war Bischof der griechisch-katholischen Diözese Križevci.

## Leben
Gabrijel Smičiklas wurde am 13. März 1834 zum Bischof des griechisch-katholischen Bistums Križevci ernannt. Diese Ernennung bestätigte Papst Gregor XVI. am 23. Juni 1834. Konsekriert wurde er am 8. September 1834 durch Samuil Vulcan, den Rumänisch griechisch-katholischen Bischof von Oradea Mare (Großwardein).
Bischof Gabrijel Smičiklas starb am 14. März 1856 im Alter von 73 Jahren.